# PGC 57146
LEDA/PGC 57146 (auch NGC 6062B) ist eine Spiralgalaxie vom Hubble-Typ Sc im Sternbild Herkules am Nordsternhimmel. Sie ist schätzungsweise 524 Millionen Lichtjahre von der Milchstraße entfernt und hat einen Durchmesser von etwa 60.000 Lichtjahren. 

Gemeinsam mit NGC 6062 bildet sie das gravitativ gebundene Galaxienpaar Holm 728.